# Цоликлон
Цоликло́н — это солевой раствор моноклональных антител к антигенам, расположенным на поверхности эритроцитов человека. Моноклональные антитела для цоликлонов получают при помощи гибридов, или определенных штаммов бактерий. Бактерии для таких производств получают методами генной инженерии.
Название препаратов происходит от названия института, где изобрели и изготовили эти растворы — Центральный Ордена Ленина Институт Клинической Онкологии в Москве, сейчас — Гематологический научный центр Росздрава.

## Характеристика и основные свойства цоликлонов анти-А, анти-В и анти-АВ
Моноклональные Анти-А и Анти-В антитела продуцируются двумя мышиными гибридомами и принадлежат к иммуноглобулинам класса М. Цоликлоны изготавливаются из асцитной жидкости мышей-носителей анти-А и анти-В гибридом, цоликлон Анти-АВ представляет собой смесь моноклональныхИ анти-А и анти-В антител. Технология изготовления реагента исключает возможность его контаминации патогенными для человека вирусами.
Также, выпускаются цоликлоны Анти-D, Анти-Е, Анти-С, Анти-c и т.д. для определения резус-принадлежности, Анти-kell для определения групповой принадлежности системы Kell.

## Техника определения групп крови человека системы АВО с помощью цоликлонов
Определение производится в нативной крови, взятой в консервант; в крови, взятой без консерванта; в крови, взятой из пальца. Используется метод прямой гемагглютинации на плоскости: на пластине или планшете. Определение группы крови производится в помещении с хорошим освещением при температуре 15-25°С. 
1. На планшет или пластину индивидуальными пипетками наносятся цоликлоны анти-А, анти-В и анти-АВ по одной большой капле (0,1 мл) под соответствующими надписями. 
2. Рядом с каплями антител наносится по одной маленькой капле исследуемой крови (0,01-0,03 мл). 
3. Кровь смешивается с реагентом.  
4. Далее производится наблюдение за ходом реакции с цоликлонами при легком покачивании пластины или планшета в течение 3 минут.  
Агглютинация эритроцитов с цоликлонами обычно наступает в первые 3-5 сек, но наблюдение следует вести 3 мин. - ввиду более позднего появления агглютинации с эритроцитами, содержащими слабые разновидности антигенов А или В. Результат реакции в каждой капле может быть положительным или отрицательным. Положительный результат выражается в агглютинации (склеивании) эритроцитов. Агглютинаты видны невооруженным глазом в виде мелких красных агрегатов, быстро сливающихся в крупные хлопья. При отрицательной реакции капля остается равномерно окрашенной в красный цвет, агглютинаты в ней не обнаруживаются. 
Цоликлоны на практике применяются для определения групп крови.
В настоящее время существует большое количество цоликлонов к разным антигенам, которые предназначены для определения групп крови по различным системам. Наиболее часто используются цоликлоны анти-А (красная жидкость), анти-B (синяя жидкость) и анти-D (прозрачная жидкость). Первые два цоликлона предназначены для определения группы крови по системе AB0, последний — для определения группы крови по системе резус.
Кроме того, достаточно распространены в использовании цоликлон анти-А1 (лектин), позволяющий среди носителей А-антигена выбрать популяцию носителей ослабленного А2-антигена (то есть лиц, имеющих А2(II) или А2В(IV) группу крови). Неиспользование цоликлона анти-А1 чревато неверным результатом для такой категории лиц (вероятна постановка 0(I) вместо А2(II) и В(III) вместо А2В(IV) групп крови).
Цоликлон анти-D имеет 2 модификации: собственно анти-D, используемый во врачебно-диагностической практике в комплексе с 10% желатином, и анти-D-супер, позволяющим произвести экспресс-определение резус-фактора (при этом все резус-отрицательные пробы требуют обязательной проверки цоликлоном анти-D, так как возможен вариант носительства ослабленного антигена системы резус).

## Форма выпуска
Цоликлоны выпускаются в жидкой форме в пластиковых флаконах объёмом 10 мл с капельницей или в стеклянных флаконах объёмом 5 мл. Цоликлон Анти-А — красного цвета, Анти-В — синего и Анти-АВ — бесцветный. В качестве консерванта применяется азид натрия в конечной концентрации 0,1%.

## Хранение
Срок хранения — 2 года при температуре 2-8°С. Вскрытый флакон можно хранить при температуре 2-8°С в течение месяца в закрытом виде.